# 华南斑胸钩嘴鹛
华南斑胸钩嘴鹛（学名：Erythrogenys swinhoei），是画眉科钩嘴鹛属的一种，为中国大陆的特有种。该物种的保护状况被评为无危。
华南斑胸钩嘴鹛的栖息地包括亚热带或热带的湿润低地林、亚热带或热带的（低地）湿润疏灌丛和亚热带或热带的湿润山地林。

## 特征
华南斑胸钩嘴鹛体重约58.15克，翼长约96.2毫米，嘴峰长约34.3毫米，喙宽度约5毫米，喙厚度约7.2毫米，跗蹠长约36.3毫米，尾长约94毫米。华南斑胸钩嘴鹛在其分布区内为留鸟，其栖息在半开放的灌木丛中，食性为肉食性，主要食物来源是陆生无脊椎动物。

## 亚种
- ：分布于华东地区（安徽至江西和福建东北部）。
- ：分布于中国东南部（湖南南部、广西和广东北部）。[2]